# Dantown (Virginia Occidental)
Dantown es un área no incorporada ubicada en el condado de Barbour (Virginia Occidental), Estados Unidos. Está registrada en el Servicio Geológico de Estados Unidos con fecha de entrada del 9 de mayo de 1996.
El número de identificación asignado por el Sistema de Información de Nombres Geográficos es 1697045.

## Geografía
Se encuentra a una altitud de 484 m s. n. m. (1588 pies) según el Servicio Geológico.